# Dmitri Vassiliev (homme politique)
Pour les articles homonymes, voir Dmitri Vassiliev et Vassiliev.
Dmitri Dmitrievitch Vassiliev (Bourtsev), né le 30 mai 1945 à Kirov et mort le 16 juillet 2003 à Kriouchkino (oblast de Yaroslavl), est une personnalité publique russe. 
Fondateur et président du conseil central du Front patriotique national Pamiat, il est une figure du nationalisme russe.

## Biographie
Il cache le nom de famille de son père. Aux questions liées à son origine, Vassiliev déclare généralement que c'est« très élevé et qu'il est trop tôt pour l'ouvrir », car « ma mère ne m'a pas protégée pour que je meure »[réf. nécessaire]. Son grand-père, un chef cosaque, est tué par les bolcheviks. Tous ses parents paternels ont également souffert du pouvoir soviétique.
Il a étudié à l'école de théâtre d'art de Moscou, après quoi il a été enrôlé dans l'armée. Dans l'armée, il est devenu membre du Komsomol. Il commence son service dans les troupes aéroportées, puis sert de tankiste. 
Dans les années 1960, il est acteur du théâtre d'art de Moscou et tourne aussi pour le cinéma. 